# Toucan à bec noir
Andigena nigrirostris
Espèce
Statut de conservation UICN

 LC  : Préoccupation mineure
Synonymes
- Pteroglossus nigrirostris (Protonyme)

Le Toucan à bec noir (Andigena nigrirostris) est une espèce d'oiseaux appartenant à la famille des Ramphastidae. Son aire de répartition s'étend sur l'Équateur, la Colombie et le Venezuela.

## Liste des sous-espèces
D'après Alan P. Peterson, il existe trois sous-espèces :
- Andigena nigrirostris nigrirostris (Waterhouse 1839)
- Andigena nigrirostris occidentalis Chapman, 1915
- Andigena nigrirostris spilorhynchus Gould, 1858